# Tour de France 2025/12. Etappe
Die 12. Etappe der Tour de France 2025 fand am 17. Juli 2025 und statt und führte die 112. Austragung des französischen Etappenrennens in die Pyrenäen. Der Start erfolgte in Auch, ehe es über 180,6 anspruchsvolle Kilometer nach Hautacam ging, wo eine Bergankunft auf einer Höhe von 1520 Metern stattfand. Zuvor mussten der Col du Soulor und Col des Bordères überquert werden. Nach der Zielankunft hatten die Fahrer insgesamt 2026,2 Kilometer absolviert, was 60,69 % der Gesamtdistanz entsprach.
Tadej Pogačar gewann die Etappe und errang so seinen 20. Tagessieg bei einer Tour de France.

## Streckenführung
Der neutralisierte Start erfolgte in Auch, ehe das Rennen in der Gemeinde Pavie auf der N24 freigegeben wurde.
Nach dem offiziellen Start führten die ersten Kilometer auf der N24 über Mirande, Miélan nach Rabastens-de-Bigorre, bevor es weiter nach Vic-en-Bigorre und vorbei an Tarbes nach Ger und Pontacq ging. Nach 91,4 Kilometern wurde mit der Côte de Labatmale (470 m) eine Bergwertung der 4. Kategorie abgenommen, ehe kurz darauf der Zwischensprint bei Kilometer 95,1 in Bénéjacq erfolgte. Dann ging es weiter nach Asson und Arthez-d’Asson, das als Tor in die Pyrenäen diente. Entlang des Ouzom begann die Straße dann leicht anzusteigen, wobei der eigentliche Anstieg auf den Col du Soulor (1474 m) nach 122,3 Kilometern in der Gemeinde Ferrières begann. Der Pass wies dann auf einer Länge von 11,8 Kilometern eine durchschnittliche Steigung von 7,3 % auf. Auf der Passhöhe wurde 46,5 Kilometer vor dem Ziel eine Bergwertung der 1. Kategorie abgenommen, bevor es auf der D918 bergab nach Arrens-Marsous ging. Dort bogen die Fahrer rechts ab und nahmen den kleineren Col des Bordères (1156 m) in Angriff, der für 3,1 Kilometer im Schnitt mit 7,7 % anstieg. Der Pass galt als Bergwertung der 2. Kategorie und wurde 34,9 Kilometer vor dem Ziel überquert. Die nachfolgende Abfahrt führte über Estaing und Bun zurück auf die breitere D918, ehe die Fahrer mit Argelès-Gazost das Vallée d’Arens erreichten.
Der Schlussanstieg nach Hautacam (1520 m) war 13,5 Kilometer lang und wies dabei eine durchschnittliche Steigung von 7,8 % auf. Er galt als Bergwertung der HC-Kategorie. Die ersten sieben Kilometer führten über Ayros-Arbouix und Artalens-Souin, wobei die Durchschnittssteigung bei rund 7 % lag. Im Anschluss folgten jedoch zwei Kilometer mit Schnitten jenseits der 10 %-Marke. Nach einem flacheren Kilometer folgte ein weiterer anspruchsvoller Kilometer, ehe die letzten 2600 Meter mit rund 7 % zum Ziel führten.
|                            | Ort               | Kilometer | Länge (km) | Höhe (m) | Ø Steigung | max. Steigung |
| -------------------------- | ----------------- | --------- | ---------- | -------- | ---------- | ------------- |
| neutralisierter Start      | Auch              |           |            |          |            |               |
| offizieller Start          | Pavie (N24)       | 0         |            |          |            |               |
| Bergwertung (4. Kategorie) | Côte de Labatmale | 91,4      | 1,3        | 470      | 6,3 %      | unbekannt     |
| Zwischensprint             | Bénéjacq          | 95,1      |            |          |            |               |
| Bergwertung (1. Kategorie) | Col du Soulor     | 134,1     | 11,8       | 1474     | 7,3 %      | unbekannt     |
| Bergwertung (2. Kategorie) | Col des Bordères  | 145,7     | 3,1        | 1156     | 7,7 %      | unbekannt     |
| Bergwertung (HC-Kategorie) | Hautacam          | 180,6     | 13,5       | 1520     | 7,8 %      | unbekannt     |
| Ziel                       | Hautacam          | 180,6     |            |          |            |               |

## Ergebnis
| \| Etappenergebnis \| Etappenergebnis \| Etappenergebnis \| Etappenergebnis \| Etappenergebnis \| \| Fahrer \| Fahrer \| Land \| Team \| Zeit \| \| --------------- \| -------------------------- \| ---------------------- \| -------------------------- \| --------------- \| \| 1. \| Tadej Pogačar \| Slowenien \| UAE Team Emirates XRG \| 4 h 21 min 19 s \| \| 2. \| Jonas Vingegaard \| Dänemark \| Team Visma \\| Lease a Bike \| + 2 min 10 s \| \| 3. \| Florian Lipowitz \| Deutschland \| Red Bull-Bora-Hansgrohe \| + 2 min 23 s \| \| 4. \| Tobias Halland Johannessen \| Norwegen \| Uno-X Mobility \| + 3 min 00 s \| \| 5. \| Oscar Onley \| Vereinigtes Königreich \| Team Picnic-PostNL \| + 3 min 00 s \| \| 6. \| Kévin Vauquelin \| Frankreich \| Arkéa-B&B Hotels \| + 3 min 33 s \| \| 7. \| Remco Evenepoel \| Belgien \| Soudal Quick-Step \| + 3 min 35 s \| \| 8. \| Felix Gall \| Österreich \| Decathlon-AG2R La Mondiale \| + 4 min 02 s \| \| 9. \| Primož Roglič \| Slowenien \| Red Bull-Bora-Hansgrohe \| + 4 min 08 s \| \| 10. \| Cristian Rodríguez \| Spanien \| Arkéa-B&B Hotels \| + 7 min 26 s \| |                            |                        |                            |                 |
| |                            |                        |                            |                 |
| Quellen: ProCyclingStats Cycling Quotient |                            |                        |                            |                 |
| Etappenergebnis |                            |                        |                            |                 |
| Fahrer | Fahrer                     | Land                   | Team                       | Zeit            |
| 1. | Tadej Pogačar              | Slowenien              | UAE Team Emirates XRG      | 4 h 21 min 19 s |
| 2. | Jonas Vingegaard           | Dänemark               | Team Visma \| Lease a Bike | + 2 min 10 s    |
| 3. | Florian Lipowitz           | Deutschland            | Red Bull-Bora-Hansgrohe    | + 2 min 23 s    |
| 4. | Tobias Halland Johannessen | Norwegen               | Uno-X Mobility             | + 3 min 00 s    |
| 5. | Oscar Onley                | Vereinigtes Königreich | Team Picnic-PostNL         | + 3 min 00 s    |
| 6. | Kévin Vauquelin            | Frankreich             | Arkéa-B&B Hotels           | + 3 min 33 s    |
| 7. | Remco Evenepoel            | Belgien                | Soudal Quick-Step          | + 3 min 35 s    |
| 8. | Felix Gall                 | Österreich             | Decathlon-AG2R La Mondiale | + 4 min 02 s    |
| 9. | Primož Roglič              | Slowenien              | Red Bull-Bora-Hansgrohe    | + 4 min 08 s    |
| 10. | Cristian Rodríguez         | Spanien                | Arkéa-B&B Hotels           | + 7 min 26 s    |

## Gesamtstände
| \| Gesamtwertung \| Gesamtwertung \| Gesamtwertung \| Gesamtwertung \| Gesamtwertung \| \| Fahrer \| Fahrer \| Land \| Team \| Zeit \| \| ------------- \| -------------------------- \| ---------------------- \| -------------------------- \| ---------------- \| \| 1. \| Tadej Pogačar \| Slowenien \| UAE Team Emirates XRG \| 45 h 22 min 51 s \| \| 2. \| Jonas Vingegaard \| Dänemark \| Team Visma \\| Lease a Bike \| + 3 min 31 s \| \| 3. \| Remco Evenepoel \| Belgien \| Soudal Quick-Step \| + 4 min 45 s \| \| 4. \| Florian Lipowitz \| Deutschland \| Red Bull-Bora-Hansgrohe \| + 5 min 34 s \| \| 5. \| Kévin Vauquelin \| Frankreich \| Arkéa-B&B Hotels \| + 5 min 40 s \| \| 6. \| Oscar Onley \| Vereinigtes Königreich \| Team Picnic-PostNL \| + 6 min 05 s \| \| 7. \| Primož Roglič \| Slowenien \| Red Bull-Bora-Hansgrohe \| + 7 min 30 s \| \| 8. \| Tobias Halland Johannessen \| Norwegen \| Uno-X Mobility \| + 7 min 44 s \| \| 9. \| Felix Gall \| Österreich \| Decathlon-AG2R La Mondiale \| + 9 min 21 s \| \| 10. \| Matteo Jorgenson \| Vereinigte Staaten \| Team Visma \\| Lease a Bike \| + 12 min 12 s \| |                            |                        |                            |                  |
| |                            |                        |                            |                  |
| Quellen: ProCyclingStats Cycling Quotient |                            |                        |                            |                  |
| Gesamtwertung |                            |                        |                            |                  |
| Fahrer | Fahrer                     | Land                   | Team                       | Zeit             |
| 1. | Tadej Pogačar              | Slowenien              | UAE Team Emirates XRG      | 45 h 22 min 51 s |
| 2. | Jonas Vingegaard           | Dänemark               | Team Visma \| Lease a Bike | + 3 min 31 s     |
| 3. | Remco Evenepoel            | Belgien                | Soudal Quick-Step          | + 4 min 45 s     |
| 4. | Florian Lipowitz           | Deutschland            | Red Bull-Bora-Hansgrohe    | + 5 min 34 s     |
| 5. | Kévin Vauquelin            | Frankreich             | Arkéa-B&B Hotels           | + 5 min 40 s     |
| 6. | Oscar Onley                | Vereinigtes Königreich | Team Picnic-PostNL         | + 6 min 05 s     |
| 7. | Primož Roglič              | Slowenien              | Red Bull-Bora-Hansgrohe    | + 7 min 30 s     |
| 8. | Tobias Halland Johannessen | Norwegen               | Uno-X Mobility             | + 7 min 44 s     |
| 9. | Felix Gall                 | Österreich             | Decathlon-AG2R La Mondiale | + 9 min 21 s     |
| 10. | Matteo Jorgenson           | Vereinigte Staaten     | Team Visma \| Lease a Bike | + 12 min 12 s    |

| Punktewertung | Punktewertung        | Punktewertung      | Punktewertung              | Punktewertung |
| Fahrer        | Fahrer               | Land               | Team                       | Punkte        |
| ------------- | -------------------- | ------------------ | -------------------------- | ------------- |
| 1.            | Jonathan Milan       | Italien            | Lidl-Trek                  | 231 P.        |
| 2.            | Tadej Pogačar        | Slowenien          | UAE Team Emirates XRG      | 183 P.        |
| 3.            | Mathieu van der Poel | Niederlande        | Alpecin-Deceuninck         | 173 P.        |
| 4.            | Biniam Girmay        | Eritrea            | Intermarché-Wanty          | 154 P.        |
| 5.            | Tim Merlier          | Belgien            | Soudal Quick-Step          | 150 P.        |
| 6.            | Anthony Turgis       | Frankreich         | Team TotalEnergies         | 117 P.        |
| 7.            | Jonas Vingegaard     | Dänemark           | Team Visma \| Lease a Bike | 103 P.        |
| 8.            | Jonas Abrahamsen     | Norwegen           | Uno-X Mobility             | 90 P.         |
| 9.            | Quinn Simmons        | Vereinigte Staaten | Lidl-Trek                  | 82 P.         |
| 10.           | Arnaud De Lie        | Belgien            | Lotto                      | 75 P.         |

| Bergwertung | Bergwertung                | Bergwertung | Bergwertung                | Bergwertung |
| Fahrer      | Fahrer                     | Land        | Team                       | Punkte      |
| ----------- | -------------------------- | ----------- | -------------------------- | ----------- |
| 1.          | Tadej Pogačar              | Slowenien   | UAE Team Emirates XRG      | 27 P.       |
| 2.          | Lenny Martinez             | Frankreich  | Bahrain Victorious         | 27 P.       |
| 3.          | Michael Woods              | Kanada      | Israel-Premier Tech        | 22 P.       |
| 4.          | Jonas Vingegaard           | Dänemark    | Team Visma \| Lease a Bike | 19 P.       |
| 5.          | Ben Healy                  | Irland      | EF Education-EasyPost      | 16 P.       |
| 6.          | Bruno Armirail             | Frankreich  | Decathlon-AG2R La Mondiale | 15 P.       |
| 7.          | Florian Lipowitz           | Deutschland | Red Bull-Bora-Hansgrohe    | 12 P.       |
| 8.          | Mattias Skjelmose          | Dänemark    | Lidl-Trek                  | 11 P.       |
| 9.          | Michael Storer             | Australien  | Tudor Pro Cycling Team     | 10 P.       |
| 10.         | Tobias Halland Johannessen | Norwegen    | Uno-X Mobility             | 10 P.       |

| Nachwuchswertung | Nachwuchswertung  | Nachwuchswertung       | Nachwuchswertung        | Nachwuchswertung |
| Fahrer           | Fahrer            | Land                   | Team                    | Zeit             |
| ---------------- | ----------------- | ---------------------- | ----------------------- | ---------------- |
| 1.               | Remco Evenepoel   | Belgien                | Soudal Quick-Step       | 45 h 27 min 36 s |
| 2.               | Florian Lipowitz  | Deutschland            | Red Bull-Bora-Hansgrohe | + 49 s           |
| 3.               | Kévin Vauquelin   | Frankreich             | Arkéa-B&B Hotels        | + 55 s           |
| 4.               | Oscar Onley       | Vereinigtes Königreich | Team Picnic-PostNL      | + 1 min 20 s     |
| 5.               | Ben Healy         | Irland                 | EF Education-EasyPost   | + 8 min 34 s     |
| 6.               | Carlos Rodríguez  | Spanien                | Ineos Grenadiers        | + 13 min 11 s    |
| 7.               | Mattias Skjelmose | Dänemark               | Lidl-Trek               | + 23 min 04 s    |
| 8.               | Romain Grégoire   | Frankreich             | Groupama-FDJ            | + 43 min 51 s    |
| 9.               | Joseph Blackmore  | Vereinigtes Königreich | Israel-Premier Tech     | + 53 min 28 s    |
| 10.              | Alex Baudin       | Frankreich             | EF Education-EasyPost   | + 56 min 38 s    |

| Mannschaftswertung | Mannschaftswertung              | Mannschaftswertung           | Mannschaftswertung |
| Team               | Team                            | Land                         | Zeit               |
| ------------------ | ------------------------------- | ---------------------------- | ------------------ |
| 1.                 | Team Visma \| Lease a Bike      | Niederlande                  | 136 h 32 min 11 s  |
| 2.                 | UAE Team Emirates XRG           | Vereinigte Arabische Emirate | + 17 min 15 s      |
| 3.                 | Arkéa-B&B Hotels                | Frankreich                   | + 25 min 08 s      |
| 4.                 | Decathlon AG2R La Mondiale Team | Frankreich                   | + 33 min 46 s      |
| 5.                 | Red Bull-BORA-hansgrohe         | Deutschland                  | + 34 min 55 s      |
| 6.                 | Groupama-FDJ                    | Frankreich                   | + 1 h 03 min 13 s  |
| 7.                 | Movistar Team                   | Spanien                      | + 1 h 07 min 15 s  |
| 8.                 | Ineos Grenadiers                | Vereinigtes Königreich       | + 1 h 15 min 16 s  |
| 9.                 | XDS Astana Team                 | Kasachstan                   | + 1 h 17 min 44 s  |
| 10.                | Team TotalEnergies              | Frankreich                   | + 1 h 20 min 34 s  |

## Ausgeschiedene Fahrer
- Cees Bol (XDS Astana Team): wegen Krankheit nicht gestartet[2]